# Presse écrite à Madagascar
Cet article dresse la liste  des journaux malgaches.

## Quotidiens en français ou bilingues (en français et malgache)
- L'Express de Madagascar
- La Gazette de la Grande Île
- Madagascar Matin
- Midi Madagasikara
- Madagascar Laza
- La Nation
- Les Nouvelles
- La Vérité
- L'Observateur
- La Dépêche
- Free news
- Le Citoyen
- La Ligne de mire
- Gate News Africa[1]

## Hebdomadaires en français ou bilingues (en français et malgache)
- L'Écho du Sud (hebdomadaire)
- L'Hebdo de l'Express de Madagascar (hebdomadaire)
- Lakroan’i Madagasikara (La Croix de Madagascar, hebdomadaire)
- Madagascar Santé Hebdo - Gazetin'ny Fahasalamana (hebdomadaire)
- Dans les Médias Demain (hebdomadaire)
- Ny Valosoa Vaovao (tri-hebdomadaire)
- Sékré Détà (hebdomadaire

## Mensuels et trimestriels en français ou bilingues (en français et malgache)
- La Revue de l’Océan Indien (mensuel)
- Essentielle Madagascar (mensuel)
- Femin@ (magazine santé, beauté et bien-être)
- No comment (mensuel gratuit)
- Tana Planète (mensuel gratuit)
- Expansion (mensuel)
- Prime magazine (mensuel)
- Mada-Journal (mensuel)
- Watsa (mensuel culturel et people)
- La Tribune de Diego (bimensuel régional)
- Madagascar Magazine (trimestriel publié en France)
- New Magazine (bimensuel)
- Primababy
- Vintsy (trimestriel: avec le WWF)
- Gazetinao Online
- NewTech Magazine (Mensuel)

## Journaux entièrement en malgache
- Gazetiko (quotidien)
- Malaza (hebdomadaire, qui publie certains articles en français)
- NGAH (journal de BD humoristique)
- Taratra (quotidien)
- TeloNohorefy (bihebdomadaire)
- Tia Tanindrazana (quotidien)
- SOA (hebdomadaire, comprenant plusieurs articles en français dont un éditorial)
- Takoritsika
- Midi flash- Midi Maikala
- Jejoo
- Ao Raha (quotidien)
- Basy Vava
- Triatra
- Marikoditra

## Journaux qui n'existent plus
- Le Quotidien
- Ny VAOVAOntsika (quotidien)
- KITRA

## Journaux en ligne
- 2424.mg[2]
- Madagascar-Tribune.com[3]
- Madagascar agrégation de nouvelles à TraceFeed.com